# Гімсойдалер
Гімсойдалер (норв. Gimsøydaler) — велика срібна монета типу талер, карбована в Норвегії у 1546 році. Свою назву отримав від місця карбування — монетного двору розташованого на території колишнього жіночого Гімсойського монастиря, що містився на однойменному острові в межах сучасного міста Шієн.
На 2016 рік було відомо про 18 збережених монетах, з яких 12 містилися в музеях і 6 у приватних колекціях.
На аверсі монети зображено короля Данії та Норвегії Крістіана III, на реверсі центральний елемент герба Норвегії лева.
Гімсойдалер став першим наслідуванням в Норвегії німецького йоахимсталера, що отримав значне поширення на території середньовічної Європи. Розташування першого норвезького монетного двору вибрано невипадково. Неподалік від Шієна знайшли поклади срібла. Монастир, який існував від 1150 року, припинив існування в 1540 році через Реформацію. Обладнаний на його території 1543 року монетний двір проіснував усього кілька років. Пожежа 1546 року повністю зруйнувала як монастирські споруди, так і необхідне для випуску монет обладнання. За 3 роки на ньому випустили монети номіналом 1, 2, 8 і 16 скіллінгів. Випуск гімсойдалерів тривав менше року. Оскільки срібні рудники виявилися не такими багатими, як передбачалося, його не відновлювали. Новий монетний двір на території Норвегії з'явився лише 1628 року в Християнії.
Гімсойдалер став першою великою срібною норвезькою монетою талерного типу. Також він є однією з найдорожчих монет Норвегії. На аукціонах 2009—2016 років його вартість коливалася від 760 тисяч до 1 млн 180 тисяч норвезьких крон (≈105-170 тисяч доларів США).